# Elophila monetalis
Elophila monetalis là một loài bướm đêm trong họ Crambidae.